# Pols
Pols – miejscowość w Hiszpanii, w Katalonii, w prowincji Girona, w comarce Alt Empordà, w gminie Ordis.
Według danych INE z 2005 roku miejscowość zamieszkiwały 23 osoby.